# Спиридонов, Юрий Яковлевич
Юрий Яковлевич Спиридонов (28 февраля 1938 — 9 января 2022) — российский учёный в области защиты растений и агрохимии, академик РАСХН (2007), академик РАН (2013).

## Биография
Родился 28 февраля 1938 года в с. Ломоносово Холмогорского района Архангельской обл. Окончил МГУ (1960) и аспирантуру (1963).
Грузинский филиал ВНИИ фитопатологии: старший научный сотрудник (1964—1965), заведующий лабораторией гербицидов (1965—1969).
ВНИИ фитопатологии: старший научный сотрудник (1969—1972), заведующий лабораторией гербицидов (1972—1975), с 1975 г. — заведующий отделом гербологии.
Скончался 9 января 2022 года.

## Научная деятельность
Автор рекомендаций по использованию почв, загрязнённых гербицидами; разработчик новых советских и российских гербицидных препаратов: Сангор, Ковбой, Кросс, Фенфиз, Дифезан и др.

### Научные труды
Опубликовал более 500 научных трудов, из них 27 книг и брошюр. Получил 72 авторских свидетельства и 20 патентов на изобретения.
Книги:
- Экономические пороги вредоносности сорняков в посевах основных сельскохозяйственных культур / соавт.: В. А. Захаренко и др. — М.: Агропромиздат, 1989. — 25 с.
- Использование метода биоиндикации для оценки остаточных количеств гербицидов в почве и их суммарной фитотоксичности / соавт.: Н. Б. Пронина и др. — М.: Росагропромиздат, 1990. — 39 с.
- Комплексные меры борьбы с горчаком ползучим / соавт.: Г. С. Груздев и др. — М.: Нива России, 1992. — 48 с.
- Методическое руководство по изучению гербицидов, применяемых в растениеводстве / соавт.: Г. Е. Ларина, В. Г. Шестаков. — Голицыно, 2003. — 294 с.
- Рекомендации по применению имидазолиноновых гербицидов на посевах зернобобовых культур в России. — М.: Изд-во ЗАО БАСФ, 2003. — 94 с.
- Методическое руководство по изучению гербицидов, применяемых в растениеводстве / соавт.: Г. Е. Ларина, В. Г. Шестаков; Печатный Город. — Москва, 2004. — 240 с.
- Миграция пестицидов в почвах / соавт.: А. А. Сметник, Е. В. Шеин. — М., 2005. — 327 с.
- Рациональная система поиска и отбора гербицидов на современном этапе / соавт. В. Г. Шестаков; Всерос. НИИ фитопатологии. — М., 2006. — 265 с.
- Методическое руководство по изучению гербицидов, применяемых в растениеводстве / соавт.: Г. Е. Ларина и др.; Печатный Город. — Москва, 2009. — 247 с.
- Научно-практические аспекты технологии применения современных гербицидов в растениеводстве: монография / соавт.: Н. В. Никитин. В. Г. Шестаков; . — Печатный Город. — Москва, 2010. — 189 с.
- Развитие отечественной гербологии на современном этапе: монография / соавт. В. Г. Шестаков. — М.: ПЕЧАТНЫЙ ГОРОД, 2013. — 415 с.
- Адаптивно-интегрированная система защиты растений: монография / соавт. — ПЕЧАТНЫЙ ГОРОД, Москва. 2019. — 530 с.

## Награды и звания
Доктор биологических наук (1987), профессор (1988), академик РАСХН (2007), академик РАН (2013).
Лауреат премии Правительства РФ. Заслуженный деятель науки Российской Федерации (1998). Награждён орденом Трудового Красного Знамени (1977), медалями «За трудовую доблесть», «Ветеран труда» (1990), 3 серебряными медалями ВДНХ.